# Lissocephala couturieri
Lissocephala couturieri är en tvåvingeart som beskrevs av Tsacas och Lachaise 1979. Lissocephala couturieri ingår i släktet Lissocephala och familjen daggflugor.
Artens utbredningsområde är Elfenbenskusten.